# باشگاه فوتبال لودیجیانی کالچو
لودیجیانی کالچو (ایتالیایی: Associazione Sportiva Dilettantistica Lodigiani Calcio) یک باشگاه فوتبال واقع در رم، ایتالیا می‌باشد.
این باشگاه در سال ۱۹۷۲ با نام آ.اس. لودیجیانی تأسیس شد.
این تیم به داشتن سیستم استعدادیابی و تربیت بازیکنان آینده‌دار شهرت دارد. از جمله بازیکنانی که توسط این باشگاه به دنیای فوتبال معرفی شده‌اند می‌توان به لویجی آپولونی، فرانچسکو توتی و آنتونیو کاندرئوا اشاره کرد.
در فصل ۲۰۰۴–۰۵ در سری سی۲ فوتبال ایتالیا، این تیم نام خود را به آ.اس. سیسکو لودیجیانی تغییر داد.

## بازیکنان سابق قابل توجه

### تیم بزرگسالان
- داوید دی میکل
- ماورو اسپوسیتو
- والریو فیوری
- امیلیانو مورتی
- آندریا سیلنزی
- کریستیان ترلیزی
- لوکا تونی

### تیم جوانان
- لویجی آپولونی
- آنتونیو کاندرئوا
- فرانچسکو توتی
- الساندرو فلورنزی